# خویرله
خویرله (به هلندی: Goirle) یک شهرستان و شهرک در هلند است که در برابانت شمالی واقع شده‌است. خویرله ۱۶ متر بالاتر از سطح دریا واقع شده‌است.